# Влахос, Ангелос
Ангелос Влахос (греч. Άγγελος Βλάχος; 25 марта 1838[…], Афины — 19 июля 1920, Афины) — греческий писатель

, поэт, переводчик, дипломат и политик; министр образования Греции.

## Биография
Ангелос Влахос родился  25 марта (6 апреля) 1838 года в Афинах. Изучал право в университете родного города, а затем в университетах Берлина и Гейдельберга. 

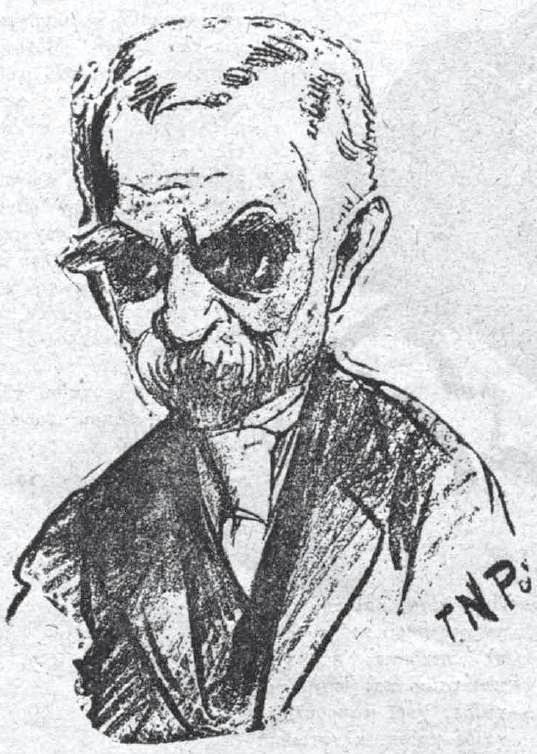
Карикатура на Влахоса
(художник Георгиос Ройлос)

С 1859 года А. Влахос служил в Министерстве иностранных дел Греции, в 1863 году он стал управляющим делами в Министерстве внутренних дел, в 1865 году занимал пост начальника отдела культуры.
В 1875 году он стал членом палаты депутатов.
В 1887—1891 гг. Ангелос Влахос являлся греческим послом в Берлине.
В 1895 году Влахос занял должность министра народного просвещения. 
Помимо политической деятельности, Ангелос Влахос являлся известным литератором; он писал лирические стихотворения и комедии, изображавшие буржуазный быт; автор яркой, воскрешающей древность, поэмы «Фидий и Перикл» (1863) и ряда критических этюдов о новогреческих писателях. 
Из его научны трудов наиболее известны следующие: «Об истории гомеровских поэм» (Афины, 1866), «Грамматика новогреческого языка» (1864; 4-е изд. 1883), «Новогреческий французский словарь» (1871). Влахос сделал множество переводов на новогреческий язык (в частности: Лессинга, Гёте, Гейне).
Ангелос Влахос скончался 19 июля 1920 года в греческой столице.